# Cvite Škarpa
Cvite (Cvjetko) Škarpa (Stari Grad, 10. listopada 1898. – Zagreb, 2. veljače 1968.) je bio hrvatski pjesnik, pisac članaka, studija, eseja i književni kritičar.

## Životopis
Rodio se je u Starom Gradu na Hvaru 1898. godine. Studirao je na zagrebačkom Filozofskom fakultetu. Radio je kao profesor u više mjesta. Diplomirao na Filozofskom fakultetu u Zagrebu te radio kao profesor u više gradova. 
Djela je objavio uglavnom u katoličkim časopisima (Luč, Hrvatska prosvjeta) u međuratnom razdoblju. Za rata je objavio par eseja u Spremnosti, u kojima je pisao kako je kazalište važno za duhovni odgoj i stabilnost naroda i putopisni tekst u kojem je opisao prve uzničke dane nakon talijanske represije u Splitu. Kao pjesnik, piše sonete. Povezuje vjerske i mediteranske teme. Lirika mu je simbolistička. 

## Djela
- Knjižica stihova, pjesme, 1926.
- Marin Sabić: književna studija, 1927.
- Novi stihovi, pjesme, 1928.
- Dinko Politeo. životopis i studija, 1933.
- Izabrane pjesme, pjesme, 1943.

Cvjetko Milanja ga je uvrstio u antologiju hrvatskog ekspresionističkog pjesništva Pjesništvo hrvatskog ekspresionizma : panorama.  Vinko Nikolić ga je uvrstio u antologiju domoljubne lirike Hrvatska domovina, Nikša Petrić u antologiju Pjesni Hvara: od Marulića do Šoljana, Neven Jurica i Božidar Petrač u antologiju Duša duše Hrvatske: novija hrvatska marijanska lirika.